# Хеморецептор
Хемореце́птор — периферическая структура сенсорной системы (рецептор), чувствительная к воздействию химических веществ и собирающая информацию об окружающей среде. Хеморецепторы преобразуют химические сигналы в возбуждение (нервные импульсы), распространяющееся в центральные структуры сенсорной системы.   У млекопитающих делятся на вкусовые и обонятельные рецепторы. Содержат белковый комплекс, который, взаимодействуя с определённым веществом, изменяет свои свойства, что вызывает каскад внутренних реакций организма.
В зависимости от характера воспринимаемой информации хеморецепторы человека могут относиться либо к экстерорецепторам, либо к интерорецепторам. 

## Строение
Хеморецепторы различаются и по строению. Если конечным воспринимающим элементом хеморецептора являются свободные терминали афферентных нервных волокон, то такой рецептор называют первичным сенсорным рецептором, или первично-чувствующим рецептором. Если же конечным воспринимающим элементом рецептора является специализированная структура, не относящаяся к нервной ткани, то такой рецептор называют вторичным сенсорным рецептором, или вторично-чувствующим рецептором. В частности, такими специализированными структурами являются сенсорные эпителиальные клетки у вкусового рецептора и сенсорные эпителиальные клетки у обонятельного рецептора. На этих сенсорных эпителиальных клетках заканчиваются синапсами терминали афферентных нервных волокон, передающих информацию в центральные структуры сенсорных систем. 

## Классификация
- Рецепторы органов чувств
  - Обонятельные рецепторы
  - Вкусовые рецепторы
    - Рецепторы сладкого вкуса
    - Рецепторы горького вкуса
    - Рецепторы кислого вкуса
    - Рецепторы солёного вкуса
    - Рецепторы вкуса умами
    - Рецепторы щелочного вкуса[2][3] (у дрозофилы)

- Рецепторы внутреннего состояния
  - Рецепторы углекислого газа дыхательного центра
  - Рецепторы рН внутренних жидкостей